# Patrick Platzer
Patrick Platzer (* 29. Januar 1992 in Villach) ist ein österreichischer Eishockeystürmer, der zuletzt zwischen 2009 und 2018 in der Profimannschaft des EC Villacher SV in der Österreichischen Eishockey-Liga spielte.

## Karriere
Platzer stammt aus dem Nachwuchs des Eishockey-Club Villacher Sportverein. Mit der U20-Mannschaft gewann er mehrmals den österreichischen Meistertitel. Sein Debüt in der EBEL gab er am 29. September 2009 im Spiel gegen den EC Red Bull Salzburg.
2018 erhielt er keinen neuen Vertrag beim VSV.

### International
Platzer nahm für Österreich an den Weltmeisterschaften der U18-Junioren 2010 sowie der U20-Junioren 2011 und 2012 teil.
Sein bisher einziges Länderspiel in der Herren-Nationalmannschaft absolvierte er am 6. April 2013 bei der 1:2-Niederlage im Freundschaftsspiel gegen Kasachstan.

## Erfolge und Auszeichnungen
- 2008 Österreichischer Jugendmeister mit dem EC VSV
- 2011 Österreichischer Jugendmeister mit dem EC VSV
- 2012 Österreichischer Jugendmeister mit dem EC VSV

## Karrierestatistik
(Legende zur Spielerstatistik: Sp oder GP = absolvierte Spiele; T oder G = erzielte Tore; V oder A = erzielte Assists; Pkt oder Pts = erzielte Scorerpunkte; SM oder PIM = erhaltene Strafminuten; +/− = Plus/Minus-Bilanz; PP = erzielte Überzahltore; SH = erzielte Unterzahltore; GW = erzielte Siegtore; 1 Play-downs/Relegation; Kursiv: Statistik nicht vollständig)